# Састобе
Састобе (каз. Састөбе) — посёлок в Тюлькубасском районе Туркестанской области Казахстана. Административный центр Састобенской поселковой администрации. Код КАТО: 516059100.

## Население
В 1999 году население посёлка составляло 5470 человек (2628 мужчин и 2842 женщины). По данным переписи 2009 года, в посёлке проживало 5386 человек (2557 мужчин и 2829 женщин).

## Экономика
В поселке расположен Састобинский цементный завод, введенный в эксплуатацию в 1952 году, который стал первым заводом в Казахстане по производству цемента. Производился серый портландцемент. Мощность завода составляла 80 тыс. тонн в год. В октябре 1967 года был сдан в эксплуатацию цех по производству строительной извести, состоящий из двух шахтных печей мощностью 130 тыс. тонн в год.
Первого октября 1969 года завод остановлен на реконструкцию с переводом производства на выпуск белого и цветных цементов.

## Уроженцы
- Турисбеков, Заутбек Каусбекович
- Қылышбек Найза Айбалтаұлы
- Ерохина Татьяна Александровна